# Estado de Bayelsa
El estado de Bayelsa es uno de los treinta y seis estados pertenecientes a la República Federal de Nigeria.

## Localidades con población en marzo de 2016
- Brass 246,100
- Ekeremor 360,300
- Kolokuma/Opokuma 105,900
- Nembe 175,000
- Ogbia 240,000
- Sagbama 249,700
- Southern Ijaw 430,100
- Yenagoa 470,800

## Territorio y población
Este estado es poseedor de una extensión de territorio que abarca una superficie compuesta por unos 10.773 kilómetros cuadrados. La población se eleva a la cifra de 2.097.241 personas (datos del censo del año 2007). La densidad poblacional es de 194,7 habitantes por cada kilómetro cuadrado de esta división administrativa.